# Coalició Democràtica (Hongria)
La Coalició Democràtica (en hongarès Demokratikus Koalíció, DK) és un partit socioliberal d'Hongria. Es va formar al 2010 com una facció interna del Partit Socialista Hongarès, i un any després com a partit escindit.

## Història
El 5 d'octubre de 2010 es va anunciar la creació d'una plataforma política dins del Partit Socialista Hongarès liderada per ex Primer Ministre Ferenc Gyurcsány, la qual cosa va provocar certes reticències internes. La corrent va donar suport a adoptar un posicionament més centrista, esdevenint la principal alternativa a Fidesz evitant un perfil d'esquerres. Des d'altres faccions del MSZP van assenyalar l'etapa de Ferenc com la culpable dels darrers resultats del partit, d'abandonar els valors progressistes i de corrupció, a més de considerar que abraçar corrent liberals o conservadores faria al partit disfuncional.
Fruit d'aquestes profundes diferències la Coalició esdevindria partit el 22 d'octubre de 2011, amb deu diputats escindits, definint-se com d'estil occidental i de centreesquerra cívica. Posteriorment escollirien a Ferenc Gyurcsány com al seu dirigent, i anunciarien que serien el partit més democràtic del país, escollint directament a tots els seus càrrecs. Malgrat tenien els suficients membres al Parlament per formar grup parlamentari propi, a l'abril de 2012 el govern apujaria el límit de deu a dotze diputats, impedint al DK formar-lo, el que seria considerat com a una "revenja" d'Orbán.
A les eleccions legislatives de 2014 el partit es presentaria a través de la coalició opositora Unitat, aconseguint quatre diputats. A les eleccions europees del mateix any serien quarta força amb dos eurodiputats. En la següent legislatura el partit decidiria arriscar-se a presentar-se en solitari, estratègia que seria recompensada amb un augment fins als nou diputats electes. A les eleccions europees de 2019 esdevindrien segona força per darrere de Fidesz, sent principal partit d'oposició per davant dels seus antics companys de viatge del MSZP.
Al 2020 formarien part d'una aliança opositora àmplia, Units per Hongria, guanyant les eleccions primàries de 2021 amb el suport del Partit Liberal Hongarès. A les eleccions legislatives de 2022 la coalició aconseguiria 57 diputats, dels quals 15 serien membres del DK. Els resultats, lluny d'aconseguir derrotar a Orbán, encara farien reduir els suports que van aconseguir els partits individualment a l'anterior legislatura, provocant la dissolució del pacte i acusacions creuades.
Més recentment, al 2024 formarien part d'una nova aliança de forces progressistes amb el MSZP i Diàleg, amb l'objectiu de presentar-se plegats a les eleccions europees i locals del mateix any, així com les legislatives de 2026.

## Resultats electorals

### Assemblea Nacional
| Any  | Líder            | Circumscripcions                  | Circumscripcions                  | Llista de partit                  | Llista de partit                  | Escons   | +/– | Govern   |
| Any  | Líder            | Vots                              | %                                 | Vots                              | %                                 | Escons   | +/– | Govern   |
| ---- | ---------------- | --------------------------------- | --------------------------------- | --------------------------------- | --------------------------------- | -------- | --- | -------- |
| 2014 | Ferenc Gyurcsány | En coalició amb Unitat            | En coalició amb Unitat            | En coalició amb Unitat            | En coalició amb Unitat            | 4 / 199  | Nou | Oposició |
| 2018 | Ferenc Gyurcsány | 348,176                           | 6.33% (#4)                        | 308,161                           | 5.38% (#5)                        | 9 / 199  | 5   | Oposició |
| 2022 | Ferenc Gyurcsány | En coalició amb Units per Hongria | En coalició amb Units per Hongria | En coalició amb Units per Hongria | En coalició amb Units per Hongria | 15 / 199 | 6   | Oposició |

### Parlament Europeu
| Any  | Parlament Europeu     | Parlament Europeu     | Parlament Europeu | Parlament Europeu | Grup PE |
| Any  | Vots                  | %                     | Escons            | +/–               | Grup PE |
| ---- | --------------------- | --------------------- | ----------------- | ----------------- | ------- |
| 2014 | 226,086               | 9.75%                 | 2 / 21            | 2                 | S&D     |
| 2019 | 557,081               | 16.05%                | 4 / 21            | 2                 | S&D     |
| 2024 | En coalició DK-MSZP-P | En coalició DK-MSZP-P | 2 / 21            | 2                 | S&D     |